# Fondotinta

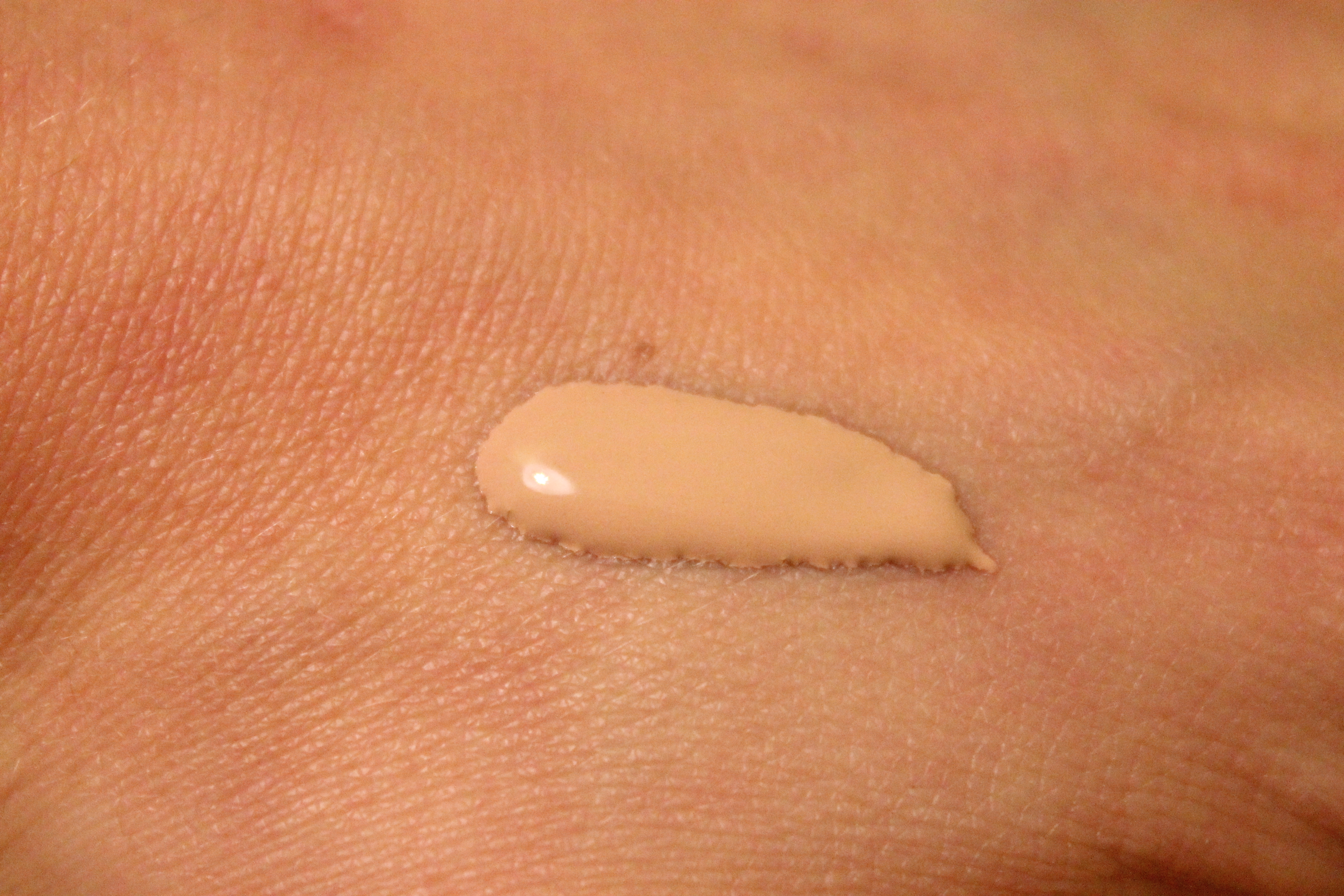
Del fondotinta sulla pelle

Il fondotinta è un cosmetico utilizzato per coprire le imperfezioni della pelle.
Nella maggior parte dei casi è un'emulsione più o meno pregiata di acqua in olio, o olio in acqua, con l'aggiunta di pigmenti che ne determinano il potere coprente. Questi pigmenti, essendo inorganici, non sono assorbiti dalla pelle mentre l'emulsione sì: è per questo che occorrerà scegliere un fondotinta liquido semicremoso o colato a seconda se si ha un tipo di pelle grassa, secca, disidratata, mista o normale.
La percentuale più o meno alta dei pigmenti ed il tipo di emulsione determinano un fondotinta fluido, cremoso, colato o compatto.
Ne esistono in commercio di diverse tonalità di colore a seconda della carnagione del viso. Inoltre possono essere waterproof (resistenti all'acqua) e non.